# Arta (Region)

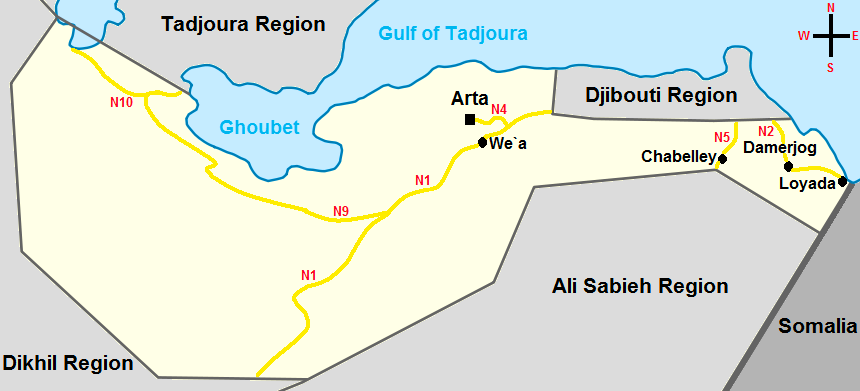
Karte der Region Arta

Die Region Arta (arabisch عرتا) ist eine Region im Südwesten von Dschibuti. Hauptort der Region ist die gleichnamige Stadt Arta, ein weiterer Ort ist Loyada an der Grenze zu Somaliland/Somalia.

## Bevölkerung
Die Region hatte zur Volkszählung am 29. Mai 2009 exakt 42.380 Einwohner. Davon waren 11.043 städtisch, 11.345 ländlich, 17.775 nomadisch und 2.217 sonstige.

## Geschichte
Die Region Arta wurde im Rahmen des Gesetzes über die Dezentralisierung und den Status der Regionen von 2002 aus Teilen der Hauptstadt Dschibuti-Stadt (400 km² im Süden und Westen des heutigen Stadtgebiets) und der damaligen Bezirke Dikhil (1400 km² am Golf von Tadjoura mit Hinterland), Tadjoura und Ali Sabieh gebildet. Dieser Schritt sollte offiziell der Dezentralisierung dienen. Der Afar-Oppositionspolitiker Ahmed Dini kritisierte jedoch, die Schaffung der Region Arta diene vor allem dazu, die Volksgruppe der Issa-Somali gegenüber den Afar zu stärken.

## Städte und Dörfer
| Stadt/Dorf | Bevölkerung |
| ---------- | ----------- |
| Arta       | 13.010      |
| Oueah      | 3.167       |
| Loyada     | 1.267       |
| Chabelley  | 723         |
| Damerjog   | 600         |
| Koussour   | 170         |

Vor der Errichtung der Region Arta 2002 gehörte davon nur Koussour zur Region Dikhil, die übrigen in der Tabelle genannten Städte und Orte zum Hauptstadtdistrikt Dschibuti-Stadt.